# Шанцай
Шанца́й (кит. упр. 上蔡, пиньинь Shàngcài) — уезд городского округа Чжумадянь провинции Хэнань (КНР). Название означает «изначальный Цай» и связано с тем, что в этих местах находилась первая столица античного царства Цай.

## История
В XI веке до н. э. чжоуский У-ван выделил эти места в качестве удела одному из своих родственников, в результате чего начало развиваться царство Цай (蔡国). Постепенно оно распространялось на восток, и впоследствии цайский Пин-хоу перенёс столицу на новые земли в современный Синьцай. Царство Цай было поглощено царством Чу, которое в III веке до н. э. пало под ударами царства Цинь.
При империи Цинь был создан уезд Шанцай, который при империи Хань был подчинён округу Жунань (汝南郡). При империи Северная Вэй в 519 году уезд был переименован в Линьжу (临汝县), а при империи Северная Ци расформирован.
При империи Суй в 586 году был создан уезд Уцзинь (武津县), который в 607 году был переименован в Шанцай.
В 1949 году был создан Специальный район Синьян (信阳专区), и уезд вошёл в его состав. В 1965 году из Специального района Синьян был выделен Специальный район Чжумадянь (驻马店专区). В 1969 году Специальный район Чжумадянь был переименован в Округ Чжумадянь (驻马店地区).
Постановлением Госсовета КНР от 8 июня 2000 года были расформированы округ Чжумадянь и городской уезд Чжумадянь, и образован городской округ Чжумадянь.

## Административное деление
Уезд делится на 4 уличных комитета, 10 посёлков и 12 волостей.